# Ahmad al-Wansharisi
Ahmad al-Wansharisi nome completo Abu ’l-ʿAbbās Aḥmad ibn Yaḥyā ibn Muḥammad ibn ʿAbd al-Wāḥid ibn ʿAlī al-Wans̲h̲arīsī (in arabo أحمد بن يحيى الونشريسي), noto anche con lo pseudonimo di Il mufti di Orano (Orano, 1430 – Fez, 20 giugno 1508), è stato un teologo e giurista algerino, appartenente alla scuola malikita, partecipò al dibattito sulla questione dei Mudéjar in Spagna dopo la caduta di Granada.

## Biografia
Nato probabilmente ad Orano nella catena algerina delle Montagne Ouarsenis (in arabo الونشريس) da una famiglia berbera della regione, probabilmente della tribù Maghrawa appartenente al gruppo berbero degli Zanata; la sua famiglia si trasferì a Tlemcen quando era ancora fanciullo. Qui studiò e successivamente insegnò la legge islamica. Diventato adulto si trasferì a Fez, nell'attuale Marocco, dove divenne un Muftī e assurse ben presto al ruolo di figura dottrinale di riferimento sulla questione dei Mudéjar, ovvero dei sudditi di religione islamica sottoposti al governo delle autorità cristiane in Spagna a seguito della Reconquista del regno di al-Andalus. Morì a Fez nel 1508 e fu seppellito nel cimitero di Kudyat al-Baraṭil, a fianco della tomba del mistico sufi Ibn Abbad al-Rundi.

## Opere
La sua opera più importante è nota col titolo al-Miyar al-Murib (La Chiara Norma) è una raccolta in più volumi di opinioni giuridiche o Fatwā relative al Nord Africa ed alla Spagna. A partire dal XVI secolo quest'opera divenne un testo d'insegnamento che entrò a far parte del curriculum educativo di qualsiasi studioso di questioni giuridiche in Nord Africa ed è attualmente studiato come fonte di informazioni sulle pratiche religiose e sociali della Spagna islamica e e del Maghreb nordafricano. 

Un'altra opera rilevante è intitolata Al-Manhaj al-Faaiq wa al-Manhal al-Raaiq fi Ahkam al-Wathaaiq (Il metodo supremo e la pura fonte sulle regole di notarizzazione) ed è composta di sedici capitoli sulla notarizzazione dei documenti giuridici islamici. Essa include le specifiche ed i requisiti necessari alla figura di notaio pubblico così come gli standard e le caratteristiche fondamentali di un documento giuridico di stampo islamico, in aggiunta a questioni più strettamente giuridiche come, ad esempio, come datare correttamente un documento giuridico.

al-Wansharisi fu autore complessivamente di circa 15 opere la maggior parte delle quali redatte nella consueta formula islamica delle Fiqh.

### LaAsna al-matajired il dibattito suiMudéjar
Un'altra opera di forte valenza sia dottrinale che storica è Asna al-matajir fi bayan ahkam man ghalaba 'ala watanihi al-nasara wa lam yuhajir wa ma yatarattabu 'alayhi min al-'uqubat wa al-zawajir (Il più nobile dei commerci, ovvero le regole giuridiche che riguardano coloro le cui terre sono state conquistate e le pericolose minacce che versano su di loro come conseguenza), ovvero una fatwa molto estesa nella quale si sostiene che fosse obbligatorio per i Musulmani nella Spagna post-Reconquista emigrare in territorio musulmano. Questa fatwa fu emessa nel 1491, poco prima caduta di Granada, che segna la fine della Reconquista. A questo punto la maggior parte della Spagna era stata conquistata dai regni cristiani, eccetto Granada, ed i Musulmani avevano già vissuto in questi territori sotto il dominio cristiano, ed erano chiamati Mudéjar.
 Oltre ai versetti del Corano, all'Ḥadīth, ed alla citazione di precedenti opere giurisprudenziali, al-Wansharisi supporta la propria tesi con una dimostrazione dettagliata del perché i mudéjar fossero tecnicamente nelle condizioni di non poter assolvere all'obbligo rituale musulmano. Si tratta di una fatwa considerata tra le più importanti opinioni giuridiche del periodo pre-moderno che riguardano le condizioni legali dei Musulmani sotto il governo di un'autorità non-Musulmana, sebbene essa fosse stata promulgata all'interno del contesto specifico dei Musulmani in Spagna e nel Nord Africa. In aggiunta alla fatwa Asna al-matajir al-Wansharisi scrisse una fatwa più breve e specifica sullo stesso argomento, talvolta definita fatwa di Marbella in risposta alla questione se un musulmano di Marbella nel sud della Spagna potesse rimanere in territorio cristiano per assistere coloro che non erano in grado di emigrare. Entrambe queste fatwa vennero pubblicate e promulgate in modo separato ed indipendente e vennero inserite nell'opera La Chiara Norma.

La posizione di al-Wansharisi, che enfatizzava l'obbligo di emigrare dal territorio cristiano, era la posizione predominante nella scuola malikita a quel tempo. La cosiddetta fatwa di Orano, promulgata dopo il 1504 dopo la conversione forzata nel territorio di Castiglia e León, rappresenta un'eccezione a questa posizione generale, sostenendo che fosse consentito ai Musulmani spagnoli restare in territorio cristiano e conformarsi persino esteriormente al Cristianesimo con lo scopo di sopravvivere.